# Porxo del Restaurant del Grau
El Porxo del Restaurant del Grau és una obra de l'Estany (Moianès) inclosa a l'Inventari del Patrimoni Arquitectònic de Catalunya.

## Descripció
Caps de biga esculturats que avui es troben al porxo del restaurant del Grau de Santa Maria de l'Estany. Són dos caps de biga, situats un a cada banda del porxo, que avui fan la funció de mènsula.
El de l'esquerra és una carota força ben definida, encaixada en el volum de la fusta i aprofitant les arestes per esculpir-hi motius de tradició gòtica. El de la dreta, molt similar, té dues carotes oposades.

## Història
Són permòdols del ràfec de la teulada de la casa de la Crespeiera de Moià, avui totalment desapareguda.
Els materials d'enderroc van servir per construir l'edifici del restaurant del grau, aproximadament a la dècada dels setanta.